# Bán Jenő (állatorvos)
Bán Jenő (szül. Breyer, Pápa, 1882. október 26. – Lepsény, 1919. augusztus 16.) járási főállatorvos.

## Élete
Breyer Dávid és Klein Teréz fiaként született. Kezdetben Enying járásban volt állatorvos. 1911. november 2-án Szilasbalháson kötött házasságot a nála kilenc évvel fiatalabb Lorsy Zsófiával, Lorsy Izor és Ernst Hermina lányával. Az első világháború alatt többször behívták. Felesége családjában ismerte meg a Károlyi-kormány közoktatásügyi államtitkárát, Lorsy Ernőt. Állatorvosként szoros kapcsolata volt az uradalmi cselédekkel, parasztokkal, s az őszirózsás forradalom alatt a földosztás fontosságáról beszélt nekik. Buzdította a lajoskomáromi parasztokat, hogy szervezzenek termelőszövetkezeteket. A Magyarországi Tanácsköztársaság alatt több alkalommal volt Enyingen és környékén, mint állatorvos, s Czéhmeiszter Ferenc mellett nagy szerepe volt a lajoskomáromi szövetkezetesítésben. Ez idő tájt többször a Bibó család gazdaságaiban járt, ahol többször uraik ellen lázította a cselédeket. A kommün alatt a Bibó család egy tagja, Bibó Dénes csatlakozott a Prónay Pál vezette tiszti különítményhez. A proletárdiktatúra bukása után 1919. augusztus 12 és 16 között Bibóék elhurcolták az állatorvost, Lepsényben egy istállóban megkínozták, majd Luka Pál Bibó Dénes és testvére, Bibó Ödön segítségével 1919. augusztus 16-án hajnali négykor felakasztotta.